# بيتر فايس
بيتر فايس (بالألمانية: Peter Weiss). هو كاتب ورسام ألماني. ولد عام 1916 في برلين، وتوفي 1982 في استوكهولم. شب فايس في برلين وبرمين. وفي عام 1934 هاجرت عائلته عبر لندن إلى براج، وفي عام 1939 هاجرت العائلة عبر سويسرا إلى السويد. ومنذ عام 1945 أصبح فايس مواطناً سويديا. عمل في البداية رساماً، ومنذ عام 1947 عمل كاتباً باللغتين السويدية والألمانية. وفي الفترة من 1952 حتى 1960 نجحت محاولته في الأفلام التجريبية والوثائقية والكولاج. وفي عام 1960 نشر للمرة الأولى في ألمانيا وعمل منذ ذلك الوقت بالكتابة فقط. حصل على العديد من الجوائز.

## أعماله
- اضطهاد وقتل جان بول مارا «Die Verfolgung und Ermordung Jean Paus Martats» (مسرحية 1964).
- التحقيق. صلاة في إحدى عشرة ترتيلة «Die Ermittlung. Oratrium in elf Gesängen» (مسرحية 1965).
- خطاب عن...فيتنام «Diskurs über...Viet Nam» (مسرحية في فصلين 1968).
- تروتسكي في المهجر «Trotzi im Exil» (مسرحية في فصلين 1970).
- هولدرلين «Hölderlin» (مسرحية في فصلين 1971).
- جماليات المقاومة «Die Ästhetik des Widerstands» (رواية من ثلاثة أجزاء 1975-1981).

## روابط خارجية
- بيتر فايس على موقع IMDb (الإنجليزية)
- بيتر فايس على موقع الموسوعة البريطانية (الإنجليزية)
- بيتر فايس على موقع مونزينجر (الألمانية)
- بيتر فايس على موقع ميوزك برينز (الإنجليزية)
- بيتر فايس على موقع قاعدة بيانات برودواي على الإنترنت (الإنجليزية)
- بيتر فايس على موقع قاعدة بيانات الأفلام السويدية (السويدية)
- بيتر فايس على موقع ديسكوغز (الإنجليزية)
- بيتر فايس على موقع قاعدة بيانات الفيلم (الإنجليزية)